# Беммелен, Якоб Маартен ван
Якоб Маартен ван Беммелен (нидерл. Jacob Maarten van Bemmelen; 3 ноября 1830[…], Алмело, Оверэйссел — 13 марта 1911[…], Лейден, Южная Голландия) — голландский химик, доктор наук, профессор Лейденского университета, член Нидерландской королевской академии наук. Отец палеонтолога и зоолога Йохана Франса ван Беммелена.

## Биография
Якоб Маартен родился 3 ноября 1830 года в голландском городке Алмело, где большая часть населения Альмело владеет не только нидерландским, но и разговаривает на твентском диалекте нижненемецкого языка. Он был сыном ректора местной школы Яна Франса ван Беммелена (11 апреля 1803; Лейден — 26 декабря 1830; Альмело) и его жены Антуанетты Адрианы де Кемпенаер (24 ноября 1802; Амстердам — 7 июля 1878; Лейден). 
После смерти отца его мать переехала в Лейден, где он получил начальное образование в латинской школе. 13 сентября 1847 года он поступил в Лейденский университет, где изучал химию у Фредерика Кайзера, Питера Леонарда Райке, Гидеона Яна Вердама и Антониуса Хенрикуса ван дер Буна Меша.
С 1852 года он стал ассистентом Петруса Йоханнеса ван Керкхоффа (1813–1876) в химической лаборатории Гронингенского университета. 
16 октября 1854 года в Лейдене Беммелен получил докторскую степень по химии, а в 1856 году стал преподавателем химии в сельскохозяйственной школе «Академия Минерва» в Гронингене.

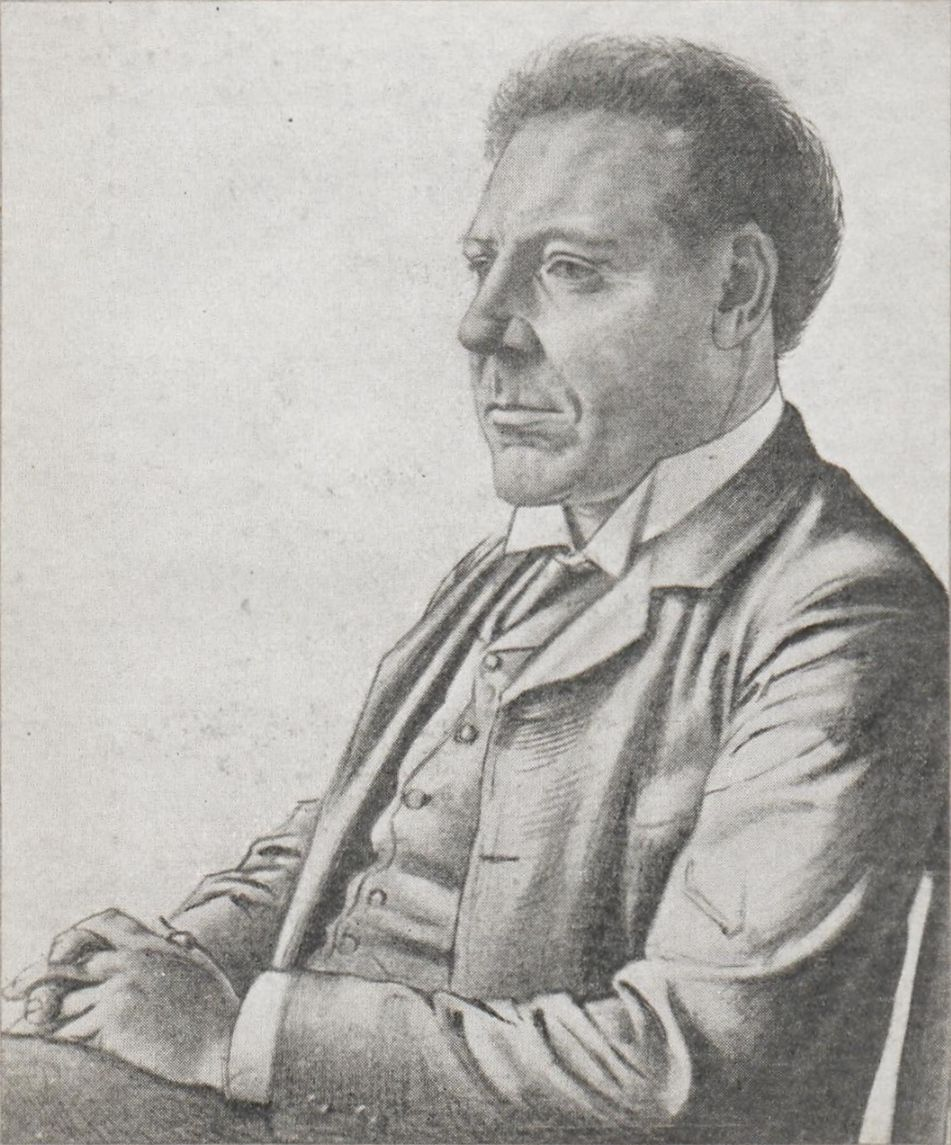
Беммелен, Йохан Франс ван — сын учёного (1907 год)

В 1864 году он стал директором Имперской высшей гражданской школы (HBS) в Гронингене, а в 1869 году — директором Имперской высшей гражданской школы в Арнеме. После того, как 10 мая 1873 года он был принят в члены Королевской голландской академии наук в Амстердаме, 6 февраля 1874 года он был назначен профессором неорганической химии в Лейденском университете.
В 1888/89 учебном году Якоб Маартен ван Беммелен занимал должность ректора Лейденского университета.
Беммелен много занимался анализом вод и почв; эти исследования имели большое значение в агрономии, геологии и минералогии. Особенно большое значение — и практическое и чисто научное — имеют работы Беммелена по коллоидной химии. В этой области его можно считать основателем учения об адсорбции, являющегося одной из основ современной коллоидной химии. 
Ряд классических работ Беммелена был собран, отчасти переведен на немецкий язык и издан В. Оствальдом под названием «Die Absorption» (Dresden, 1910, — там же имеется краткий биографический очерк и список трудов Беммелена).
Якоб Маартен ван Беммелен умер 13 марта 1911 года в городе Лейдене.
Заслуги учёного были отмечены, в числе прочего, орденом Нидерландского льва.
Его сын Йохан Франс (1859—1956) посвятил свою жизнь гуманитарным наукам.